# Žiberci
Žiberci je jednou z 21 vesnic, které tvoří občinu Apače ve Slovinsku. Ve vesnici v roce 2002 žilo 184 obyvatel.

## Poloha, popis
Rozkládá se v Pomurském regionu na severovýchodě Slovinska. Její rozloha je 2,78 km²[zdroj?] a rozkládá se v nadmořské výšce od 222 do 230 m. Území obce je úzké a protáhlé od severu k jihu. V obci pramení Mlinski potok a při jižní hranici protéká potok Plitvica. Vesnicí prochází silnice č.438 a obec je vzdálena zhruba 4,5 km západně od Apače, střediskové obce občiny.
Sousedními vesnicemi jsou: Spodnje Konjišče na severu, Žepovci na východě, Janhova na jihu a Drobtinci na západě.

## Pamětihodnosti
- Restaurace „Kozel“ – u silnice č. 438.[zdroj?]